# Коневі
Коневі (Equidae) — родина ссавців із ряду конеподібні (Equiformes). Включає приблизно 40 вимерлих родів та один сучасний і типовий рід — кінь (Equus).

## Скам'янілості
Описи скам'янілостей коневих особливо багаті. Вони, як вважається, зафіксували поступову зміну будови зубів і кінцівок. Перший кінь, Hyracotherium, відомий з раннього еоцену, який, як видається походить від ряду кондиляртри, примітивних унгулят палеоцену й еоцену. Hyracotherium — невелика пальцеходяча тварина з відносно простими чотирикутними зубами. Протягом олігоцену, міоцену і пліоцену коневі збільшилася в розмірах, їх бічні пальці зменшилися і втратили контакт із землею, їх мозок збільшився, а їх моляроподібні зуби стали набагато складнішими. Перші справжні травоїдні, Merychippus, жили в міоценові часи. Три з їх пальців ноги контактували із землею. Перший однопальцевий з коневих Pliohippus жив у кінці міоцену. Рід Equus вперше з'явився в пліоцені. Коневі були колись досить поширені й мешкали на луках, у саванах і степовому середовищі Північної Америки, Азії, Африки та Європи. Північна Америка була центром еволюції коневих. Коневі повністю зникли з цього континенту близько 8000 років тому, але повернулися, коли європейці привезли їх на своїх судах кілька сотень років тому.

## Поширення
Дикі представники родини зараз зустрічаються тільки в Африці, на Близькому Сході, а також у частинах західної й центральної Азії. Крім того, здичавілі домашні коні й віслюки живуть в різних місцях. Мають різноманітні місця проживання від пишних полів і саван до піщаних і кам'янистих пустель. Свійські тварини поширені по всьому світу.

## Опис
Дикі коневі — великі тварини, розміром тіла від близько 200 до 500 кг. Їх свійські нащадки більш різноманітні, варіюються від менш ніж 140 кг до 1000 кг. Це, як правило, тупоголові тварини з кремезними тілами. Вони густо вкриті шерстю, але довжина волосся є змінною. Більшість видів мають гриву на шиї і пасмо волосся на передній частині голови (чуб). Коневі ходять на кінчиках пальців ніг. На задніх ногах, збільшені гомілкові кістки підтримують вагу, а малогомілкові кістки зменшені й злиті з великими гомілковими кістками. Зубна формула: 3/3, 0-1/0-1, 3-4/3, 3/3 = 36–42. Ікла рудиментарні або відсутній у самиць. Корінні зуби мають складну структуру. Черепи довгі; носові кістки довгі й вузькі. Барабанні булли невеликі.

## Життєвий цикл
Більшість видів народжують кожні 2 роки, єдине дитинча після періоду вагітності 11–13 місяців. Відлучення від молока відбувається приблизно через 6–8 місяців і потомство стає статевозрілим приблизно в 2 роки. Потенційна тривалість життя становить 25–35 років.

## Поведінка
Всі коневі відносно швидкі, пильні бігуни і взагалі біжать від небезпеки, а не воюють. Проте, серед свого власного виду або при спробі захисту, вони б'ють задніми ногами, б'ють передніми ногами, а іноді кусаються. Коневі активні й удень і вночі, але в основному сутінкові. Вони повністю травоїдні, які харчуються в основному травою і деякою мірою общипують листя. Більшість п'є воду щодня, хоча вони можуть обходитися без води протягом тривалого періоду часу. Коневі — полігінійні стадні тварини, які зазвичай живуть у великих сімейних групах, що займають великі території на відкритій місцевості. Передача настроїв та іншої інформації відбувається зі змінами позицій вух, рота і хвоста. Крім того, деяке вокальне спілкування через іржання відбувається у коней і зебр.

## Класифікація
- Родина Коневі (Equidae)
  - Підродина † Hyracotheriinae
    - Рід † Епігіппус Epihippus
    - Рід † Гаплогіппус Haplohippus
    - Рід † Гептаконодон Heptaconodon
    - Рід † Гіракотерій Hyracotherium  — раніше Eohippus; Запропонована класифікація з поділом на три роди:
    - Рід † Мініппус Minippus
    - Рід † Сіфргіппус Sifrhippus
    - Рід † Аренагіппус Arenahippus
    - Рід † Орогіппус Orohippus
    - Рід † Ксенікогіппус Xenicohippus

  - Підродина † Anchitheriinae
    - Рід † Анхітерій Anchitherium
    - Рід † Археогіппус Archaeohippus
    - Рід † Десматіппус Desmatippus
    - Рід † Гіпогіппус Hypohippus
    - Рід † Калобатіппус Kalobatippus
    - Рід † Мегагіппус Megahippus
    - Рід † Мезогіппус Mesohippus
    - Рід † Міогіппус Miohippus
    - Рід † Парагіппус Parahippus
    - Рід † Сіногіппус Sinohippus

  - Підродина Equinae
    - Рід † Мерікгіппус Merychippus
    - Рід † Скафогіппус Scaphohippus

  - Триба † Гіпаріони Hipparionini
    - Рід † Еврігнатогіппус Eurygnathohippus
    - Рід † Гіппаріон Hipparion
    - Рід † Гіппотерій Hippotherium (Кормогіппаріон Cormohipparion)
    - Рід † Нанніппус Nannippus
    - Рід † Неогіппаріон Neohipparion
    - Рід † Псевд(г)іппаріон Pseudhipparion

  - Триба Коні Equini
    - Рід † Астрогіппус Astrohippus
    - Рід † Каліппус Calippus
    - Рід † Діногіппус Dinohippus
    - Рід † Плезіппус Plesippus
    - Рід Кінь (Equus, приблизно 8 сучасних видів і 7 вимерлих)
    - Рід † Гіппідіон Hippidion
    - Рід † Оногіппідіум Onohippidium
    - Рід † Пліогіппус Pliohippus
    - Рід † Протогіппус Protohippus
    - Рід † Акрітогіппус Acritohippus
    - Рід † Еврогіппус Eurohippus
    - Рід † Гетеропліогіппус Heteropliohippus
    - Рід † Парапліогіппус Parapliohippus
    - Рід † Пробоскідіппаріон Proboscidipparion

## Галерея

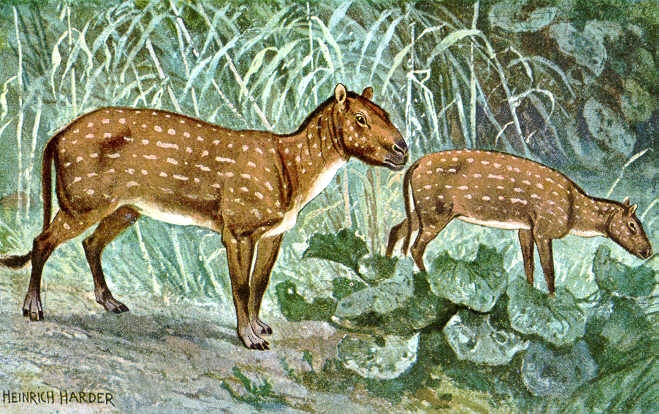
Гіракотерій
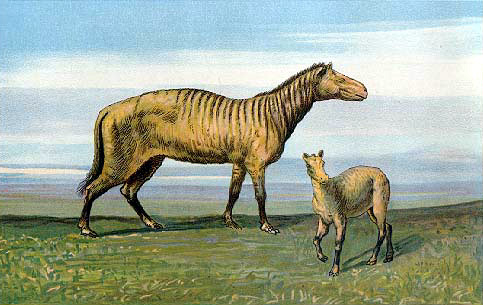
Орогіппус
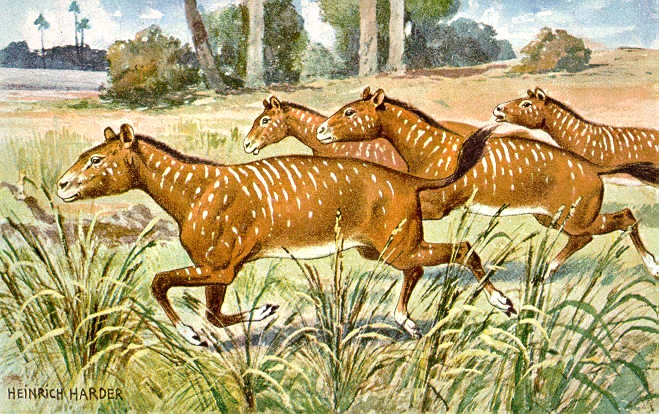
Мезогіппус
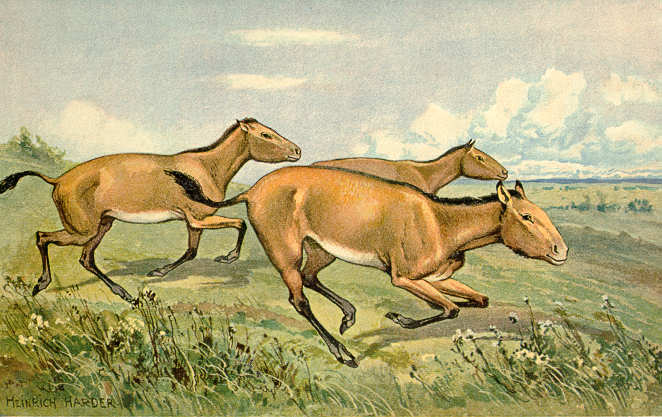
Гіппаріон
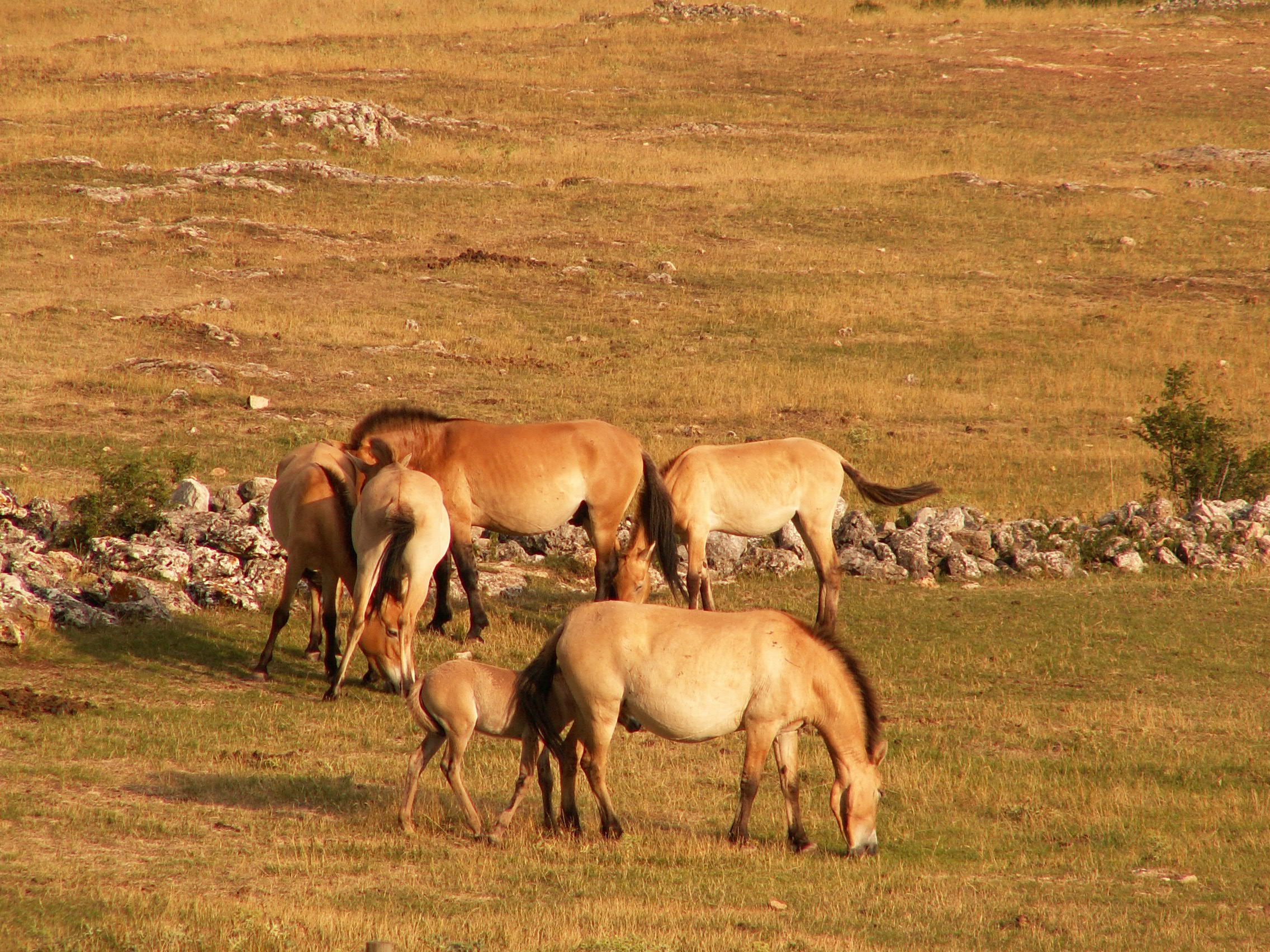
Кінь Пржевальського